# Windows NT
Windows NT là hệ điều hành đồ họa sở hữu độc quyền được sản xuất bởi Microsoft, trong đó phiên bản đầu tiên được phát hành vào tháng 7 năm 1993. Đây là một hệ điều hành độc lập bộ xử lý, đa nhiệm và đa người dùng.
Phiên bản đầu tiên của Windows NT là Windows NT 3.1 được sản xuất cho các máy trạm và máy chủ. Nó từng được dự định bổ sung cho các phiên bản tiêu dùng của Windows (bao gồm từ Windows 1.0 tới Windows 3.1x) đang dựa trên MS-DOS. Dần dần, họ Windows NT đã được mở rộng thành dòng sản phẩm hệ điều hành đa dụng dành cho tất cả các loại máy tính cá nhân, vượt lên dòng Windows 9x.
"NT" trước đó thường được coi là từ viết tắt của cụm từ "New Technology" (Công nghệ mới) nhưng tới nay không còn mang bất cứ ý nghĩa cụ thể nào. Bắt đầu từ Windows 2000, cụm từ "NT" đã bị lược bỏ khỏi tên sản phẩm và chỉ còn được ghi lại ở một vài dòng mã cấp thấp trong hệ thống.
NT ban đầu là phiên bản thuần 32-bit của Windows, trong khi các phiên bản dành cho người tiêu dùng phổ thông, Windows 3.1x và Windows 9x, là các hệ điều hành lai 16-bit/32-bit. Nó là một hệ điều hành đa nền tảng. Ban đầu, nó hỗ trợ một vài nền tảng CPU, bao gồm IA-32, MIPS, DEC Alpha, PowerPC và sau đó là Itanium. Các phiên bản mới nhất nay đã hỗ trợ x86 (cụ thể hơn là IA-32 và x64) và ARM. Các tính năng chủ yếu của họ Windows NT bao gồm Windows Shell, Windows API, Native API, Active Directory, Group Policy, Hardware Abstraction Layer, NTFS, BitLocker, Windows Store, Windows Update, và Hyper-V.
Các phiên bản Windows NT được cài đặt bằng Windows Setup; kể từ Windows Vista thì trình cài đặt này sử dụng Windows Preinstallation Environment, một phiên bản kích thước nhẹ của Windows NT được thiết kế để triển khai hệ điều hành này.

## Các phiên bản phát hành
| Phiên bản | Tên thị trường                      | Các phiên bản | Ngày phát hành                                                                 | Số bản dựng |
| --------- | ----------------------------------- | --- | ------------------------------------------------------------------------------ | --- |
| 3.1       | Windows NT 3.1                      | Workstation (chỉ có tên Windows NT), Advanced Server | 27 tháng 7 năm 1993                                                            | 528 |
| 3.5       | Windows NT 3.5                      | Workstation, Server | 21 tháng 9 năm 1994                                                            | 807 |
| 3.51      | Windows NT 3.51                     | Workstation, Server | 30 tháng 5 năm 1995                                                            | 1057 |
| 4.0       | Windows NT 4.0                      | Workstation, Server, Server Enterprise Edition, Terminal Server, Embedded | 29 tháng 7 năm 1996                                                            | 1381 |
| 5.0       | Windows 2000                        | Professional, Server, Advanced Server | 17 tháng 2 năm 2000                                                            | 2195 |
| 5.0       | Windows 2000                        | Datacenter Server | 26 tháng 9 năm 2000                                                            | 2195 |
| 5.1       | Windows XP                          | Home, Professional, Media Center (phiên bản đầu, 2004 & 2005), Tablet PC (phiên bản đầu và 2005), Starter, Embedded, Home N, Professional N                                           | 25 tháng 10 năm 2001                                                           | 2600 |
| 5.1       | Windows Fundamentals for Legacy PCs | — | 8 tháng 7 năm 2006                                                             | 2600 |
| 5.2       | Windows XP                          | 64-bit Edition Version 2003 | 28 tháng 3 năm 2003                                                            | 3790 |
| 5.2       | Windows Server 2003                 | Standard, Enterprise, Datacenter, Web, Storage, Small Business Server, Compute Cluster                                                                                                | 24 tháng 4 năm 2003                                                            | 3790 |
| 5.2       | Windows XP                          | Professional x64 Edition | 25 tháng 4 năm 2005                                                            | 3790 |
| 5.2       | Windows Server 2003 R2              | Standard, Enterprise, Datacenter, Web, Storage, Small Business Server, Compute Cluster                                                                                                | 6 tháng 12 năm 2005                                                            | 3790 |
| 5.2       | Windows Home Server                 | — | 16 tháng 7 năm 2007                                                            | 3790 |
| 6.0       | Windows Vista                       | Starter, Home Basic, Home Premium, Business, Enterprise, Ultimate, Home Basic N, Business N                                                                                           | - Cho doanh nghiệp: 30 tháng 11 năm 2006 - Cho khách hàng: 30 tháng 1 năm 2007 | - 6000 (RTM) - 6001 (SP1) - 6002 (SP2) |
| 6.0       | Windows Server 2008                 | Foundation, Standard, Enterprise, Datacenter, Web Server, HPC Server, Itanium-Based Systems                                                                                           | 27 tháng 2 năm 2008                                                            | - 6001 (RTM) - 6002 (SP2) |
| 6.1       | Windows 7                           | Starter, Home Basic, Home Premium, Professional, Enterprise, Ultimate | 22 tháng 10 năm 2009                                                           | - 7600 (RTM) - 7601 (SP1) |
| 6.1       | Windows Server 2008 R2              | Foundation, Standard, Enterprise, Datacenter, Web Server, HPC Server, Itanium-Based Systems                                                                                           | 22 tháng 10 năm 2009                                                           | - 7600 (RTM) - 7601 (SP1) |
| 6.1       | Windows Home Server 2011            | — | 6 tháng 4 năm 2011                                                             | - 7600 (RTM) |
| 6.2       | Windows 8                           | Windows 8, Windows 8 Pro, Windows 8 Enterprise, Windows RT | 26 tháng 10 năm 2012                                                           | 9200 |
| 6.2       | Windows Server 2012                 | Foundation, Essentials, Standard, Datacenter | 4 tháng 9 năm 2012                                                             | 9200 |
| 6.3       | Windows 8.1                         | Windows 8.1, Windows 8.1 Pro, Windows 8.1 Enterprise, Windows RT 8.1 | 18 tháng 10 năm 2013                                                           | 9600 |
| 6.3       | Windows Server 2012 R2              | Foundation, Essentials, Standard, Datacenter | 18 tháng 10 năm 2013                                                           | 9600 |
| 10.0      | Windows 10                          | Windows 10 Home, Windows 10 Pro, Windows 10 Pro for Workstations, Windows 10 Enterprise, Windows 10 Education, Windows 10 IoT Core, Windows 10 Mobile và Windows 10 Mobile Enterprise | 29 tháng 7 năm 2015                                                            | - 10240 (TH1) - 10586 (TH2) - 14393 (RS1) - 15063 (RS2) - 16299 (RS3) - 15254 (RS3 cho Windows 10 mobile) - 17134 (RS4) - 17763 (RS5) - 18362 (19H1) - 18363 (19H2) - 19041 (20H1) - 19042 (20H2) - 19043 (21H1) - 19044 (21H2) |
| 10.0      | Windows Server 2016                 | — |                                                                                | TBA |
| 10.0      | Windows 11                          | Windows 11 Home, Windows 11 Pro, Windows 11 Pro for Workstations, Windows 11 Enterprise, Windows 11 Education và Windows 11 IoT Core                                                  | 5 tháng 10 năm 2021                                                            | 22000 (21H2) 22621 (22H2) 22631 (23H2) 26100 (24H2) |

## Nền tảng hỗ trợ

### Yêu cầu phần cứng
| Phiên bản NT                       | CPU                                                                                         | RAM                       | Dung lượng đĩa trống             |
| ---------------------------------- | ------------------------------------------------------------------------------------------- | ------------------------- | -------------------------------- |
| NT 3.1 NT 3.1 Advanced Server      | i386, 25 MHz                                                                                | 12 MB 16 MB               | 90 MB                            |
| NT 3.5 Workstation NT 3.5 Server   | i386, 25 MHz                                                                                | 12 MB 16 MB               | 90 MB                            |
| NT 3.51 Workstation NT 3.51 Server | i386, 25 MHz                                                                                | 12 MB 16 MB               | 90 MB                            |
| NT 4.0 Workstation NT 4.0 Server   | i486, 25 MHz                                                                                | 12 MB 16 MB               | 124 MB                           |
| 2000 Professional 2000 Server      | Pentium, 133 MHz                                                                            | 32 MB 128 MB              | 650 MB                           |
| XP                                 | Pentium, 233 MHz                                                                            | 64 MB                     | 1.5 GB                           |
| Server 2003                        | 133 MHz                                                                                     | 128 MB                    | 1.5 GB                           |
| Vista                              | 800 MHz                                                                                     | 512 MB                    | 15 GB                            |
| 7                                  | 1 GHz                                                                                       | 1GB (32-bit)/2GB (64-bit) | 16 GB                            |
| 8                                  | 1 GHz với NX bit, SSE2, PAE                                                                 | 1GB (32-bit)/2GB (64-bit) | 16 GB                            |
| 8.1                                | 1 GHz với NX bit, SSE2, PAE (cùng với CMPXCHG16b, PrefetchW và LAHF/SAHF cho phiên bản x64) | 1GB (32-bit)/2GB (64-bit) | 16 GB                            |
| 10                                 | 1 GHz với NX bit, SSE2, PAE (cùng với CMPXCHG16b, PrefetchW và LAHF/SAHF cho phiên bản x64) | 1GB (32-bit)/2GB (64-bit) | 16 GB 32 GB kể từ phiên bản 1903 |
| 11                                 | 1 GHz với NX bit, SSE2, PAE (cùng với TPM 2.0, CMPXCHG16b, PrefetchW và LAHF/SAHF)          | 4GB                       | 64 GB                            |